# Stipa leptostachya
Stipa leptostachya là một loài thực vật có hoa trong họ Hòa thảo. Loài này được Griseb. miêu tả khoa học đầu tiên năm 1879.